# Боети (Савона)
Боети је насеље у Италији у округу Савона, региону Лигурија.
Према процени из 2011. у насељу је живело 9 становника. Насеље се налази на надморској висини од 211 м.